# VOA卫视
VOA卫视（英語：VOA China）是美国之音开办的面向中国及全球华人区域的对外广播的电视频道。

## 历史发展

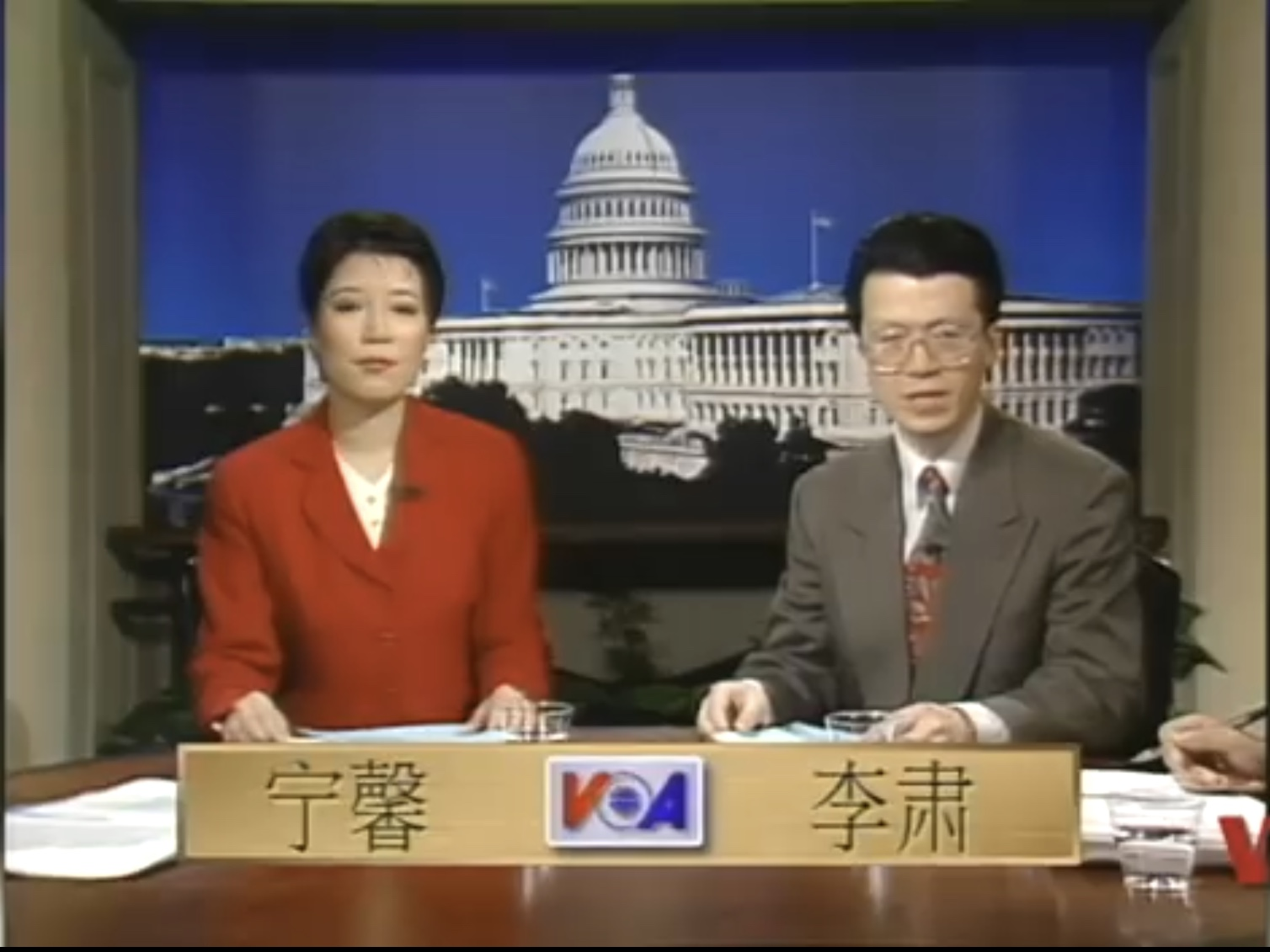
1994年美国之音中文电视节目开播画面

1994年9月，美国之音中文部开播以卫星电视频道和广播同步播出的华语电视节目。2012年6月18日，美国之音中文电视节目更名为「VOA卫视」。VOA卫视通过人造卫星播送电视节目，除了及时播报新闻快讯和新闻背景分析之外，还会播出专题节目。VOA卫视汉语普通话节目首播时间为北京时间每天6:00-7:00和21:00-22:00，并安排多次重播，其中6:00-7:00、8:00-9:00、20:00-22:00的普通话节目为广播电视同步播出。如有重大事件，VOA卫视还会提供现场直播，时间也不限于原有的播出时间。另外，VOA卫视还会播出自由亚洲电台汉语普通话及藏语电视节目，北京时间深夜会播出自由亚洲电台的粤语及维吾尔语广播。
2011年2月，广播理事会在提交2012年财政预算时，曾提议集中财力物力向数字广播转化，并取消中文的短波、中波及衛星電視廣播，只在互聯網上播出。这个计划提出来之后引发强烈反响，很多媒体都以“美国之音将退出中国大陆”为题进行了报道。對這個計畫持批評態度的人說，在中華人民共和國政府正在全球擴展國際廣播能力的時候，美國之音削減對中國短波廣播的計劃實屬不明智之舉；雖然美國之音中文節目將會全部搬上網路，可是通過互聯網並不能有效地達到中國的廣大聽眾用戶。民主黨眾議員吳振偉告訴美國之音說，他“堅決反對”任何削減美國之音中文部普通話組的計劃，他會向眾議院議長約翰·貝納和眾議院撥款委員會商業、司法、科學及相關機構小組委員會主席弗蘭克·沃爾夫提出此事。共和黨眾議員達納·羅拉巴克也反對這個削減計劃，在《華盛頓時報》的採訪中他表示，這個計劃“是美國正在向中國低頭的又一個警鐘”。美國之音中文部普通話組的工作人員也反對這個削減計劃，他們指出，中華人民共和國政府斥巨資將新華社、中國中央電視台和《人民日報》的宣傳推向美國，現在停止美國之音對中國的廣播將會損害美國的國家利益。 
2011年2月，在美國國會舉行的有關新廣播技術的聽證會上，廣播理事會戰略與預算委員會主席恩德斯·溫布什（S. Enders Wimbush）為此項決定進行辯護時說，在中國收聽短波廣播的人數過去幾年一直微不足道，而中國現在是世界上使用互聯網最多的國家。溫布什說，短波廣播的任務正在轉移給同樣隸屬廣播理事會的自由亞洲電台，這樣自由亞洲電台就能夠利用更好的廣播頻率和更好的節目時間；而美國之音並不是要停止向中國的廣播，而是“重新校正”，以便“到達聽眾所在的地方，以適當的廣播、在適當的時間、通過適當的頻率和適當的平台對準適當的聽眾”。美国国务卿希拉里·克林顿在国会作证时，也强调中国的重要，认为传统的短波形式和新的数码传播形式同样重要、不可偏废。众议院拨款委员会最后决定，增加美国之音对华广播的拨款。
美国之音现在不但仍然用无线电广播进行对华广播，同时还有覆盖中国大陆的强大的卫星电视，网站的影响也越来越大。近几年，美国之音对华广播的经费也是逐年增加。
2018年11月12日，VOA卫视撤出亚太5号通信卫星；2019年6月11日，VOA卫视撤出亚洲七号卫星。现在，VOA卫视在雅马尔401（可覆盖中国东北地区以及新疆西北部）和ABS-2卫星（可覆盖中国中东部大部分地区及西南地区，不包括东北北部及西藏北部）、国际17号和国际19号（均可覆盖中国全境）、SES-9（可覆盖中国中东部地区）、欧星70B（覆盖中国西南部分地区）6颗卫星播出节目；亦有91.5度马星3号/马星3A号卫星的VOA Asiasat TV，在北京时间晚上21点到22点与VOA卫视同步播放，并在某些时段重播VOA卫视部分节目。

## 主要节目
- 《时事大家谈》（广播电视同步播出）
- 《美国热搜》
- 《美中对标》
- 《纵深视角》